# پیش و پس (فیلم)
پیش و پس (به انگلیسی: Before and After) فیلمی محصول سال ۱۹۹۶ و به کارگردانی باربت شرودر است. در این فیلم بازیگرانی همچون مریل استریپ، لیام نیسون و ادوارد فرلانگ ایفای نقش کرده‌اند.